# تانک لکلر
آام‌ایکس-۵۶ لِکلِر (به فرانسوی: AMX-56 Leclerc) یک تانک اصلی میدان نبرد فرانسوی و ساخت شرکت جیات (نکستر کنونی) است که در سال ۱۹۹۲ وارد خدمت نظامی در ارتش فرانسه شد.
ارتش فرانسه ۴۰۶ تانک لکلر به همراه ۲۰ تانک تعمیرگر را در اختیار دارد که در سال ۲۰۱۱ تنها ۲۵۴ عراده از آن‌ها سرویس‌دهی می‌شوند. قیمت خرید کنونی این تانک ۹٫۳ میلیون یورو و هزینهٔ نگهداری سالانه آن در ارتش فرانسه ۳۶۲ هزار یورو برای هر عراده در سال ۲۰۱۱ است. مدل ارتقا یافته ام‌کا۲ لکلر با بهینه‌سازی‌های نرم‌افزاری و سیستم کنترل موتور در سال ۱۹۹۸ وارد ارتش فرانسه شد. این تانک از سال ۱۹۹۵ مورد استفاده نیروهای مسلح امارات متحده عربی است که ۳۸۸ عراده تانک و ۴۶ عراده تانک تعمیر و بازیابی از آن را در اختیار دارد. حدود پنجاه عراده را نیز به اردن هدیه داد به جز این دو کشور مذاکراتی برای فروش ۳۰ تا ۴۰ عراده از این تانک به کلمبیا هم انجام شده‌است.

## مشخصات فنی

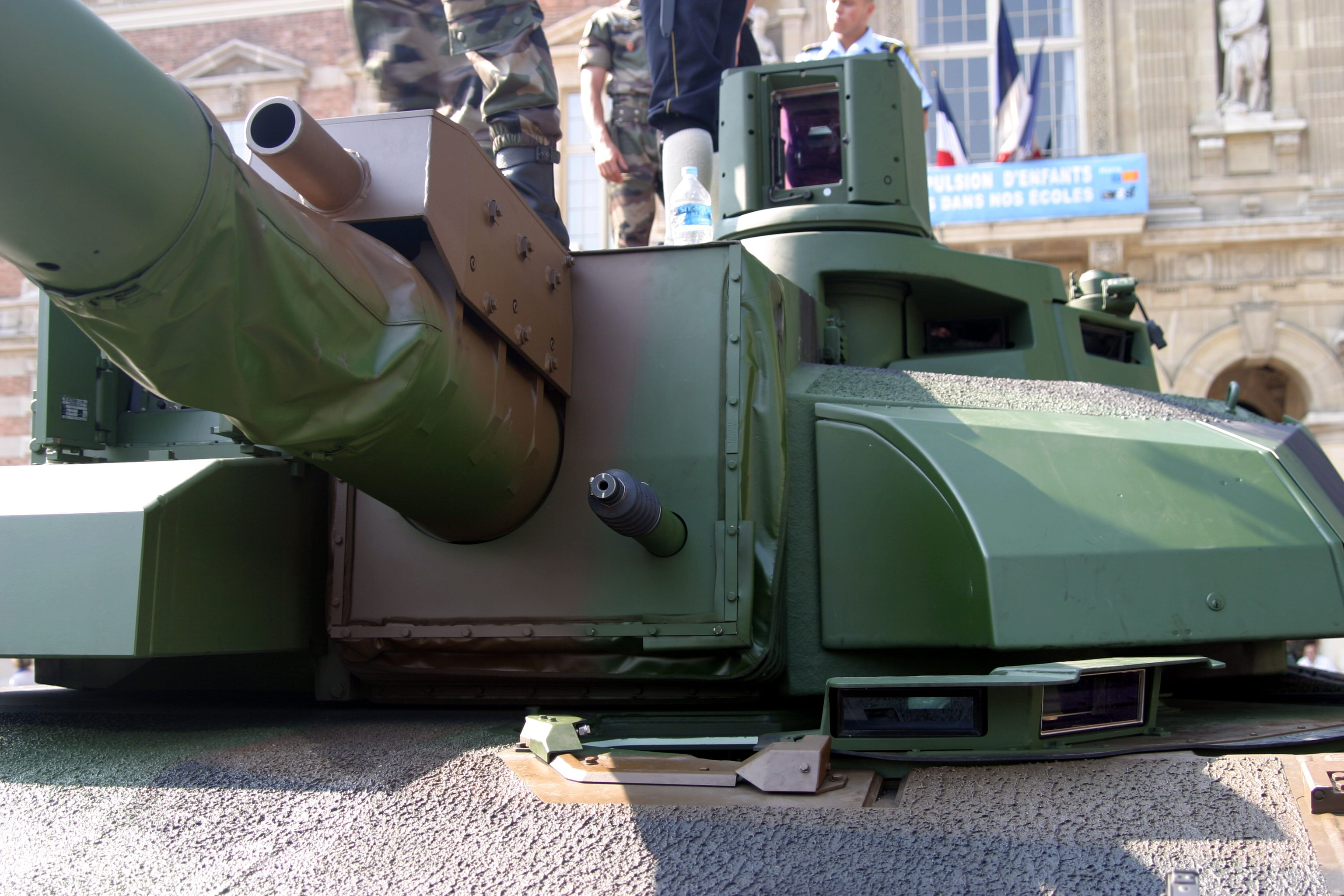
برجک تانک و موقعیت راننده در زیر، دوربین دوچشمی فرمانده در بالای برجک، یک مسلسل ۱۲.۷ میلی متری در سمت راست توپ اصلی و یک لیزر برای اندازه گیری فاصله های بالا قرار دارد.

سلاح اصلی لکلر توپ بدون خان ۱۲۰ میلی‌متری CN120-26 ساخت شرکت جیات است. این توپ قادر به شلیک گلوله‌های ۱۲۰ میلی‌متری آلمانی و ناتو هم هست اما ارتش فرانسه تنها از مهمات فرانسوی استفاده می‌کند. لکلر با سیستم پایدارسازی توپ خود قادر است در حالی که با سرعت ۵۰ کیلومتر در ساعت در حال حرکت است به سوی اهدافی در فاصله چهار کیلومتری شلیک کند. این توپ برخلاف تانک‌های دیگر غربی و به سبک تانک‌های شوروی/روسیه به گلوله‌گذار نیاز ندارد و از گلوله‌گذار اتوماتیک استفاده می‌کند. در نتیجه خدمه تانک به سه نفر (فرمانده، راننده و توپچی) کاهش یافته‌اند. گلوله‌گذار اتوماتیک لکلر قادر است در هر دقیقه ۱۲ شلیک داشته باشد. این تانک در مجموع ۴۰ گلوله با خود حمل می‌کند که ۲۲ تای آنها در خشاب آماده آتش هستند و بقیه در بدنه تانک قرار دارند. مسلسل هم‌محور تانک یک تیربار سنگین ۱۲٫۷ میلی‌متری است، برخلاف بیشتر تانک‌های دیگر که از مسلسل هم‌محور متوسط ۷٫۶۲ م‌م استفاده می‌کنند. در بالای برجک می‌توان یک مسلسل ۱۲٫۷ م‌م دیگر با کنترل از داخل تانک را نصب کرد که مشابه تیربار کنترل از راه دور مدل ام‌اآ۲ تاسک آبرامز است. هرچند در عمل بیشتر لکلرها به مسلسل ۱۲٫۷ بدون کنترل مسلح هستند. این تانک به ۴ نارنجک‌انداز چهارتایی هم مسلح شده که قادر به شلیک نارنجک‌های دودزا، ضدنفر و گمراه‌کننده‌های مادون قرمز هستند.
توپ ۱۲۰ م‌م لکلر نسبت طول به کالیبر ۵۲ دارد که از اغلب تانک‌های معاصر خود بیشتر است (۴۴ در آبرامز و لئوپارد ۲ و ۴۸ در توپ‌های ۱۲۵ م‌م تانک‌های روسی) و می‌تواند گلوله‌های زره‌شکاف را با سرعتِ دهانه ۱۷۵۰ متر بر ثانیه و گلوله‌های چندمنظوره را با سرعت دهانه ۱۱۷۰ متر بر ثانیه شلیک کند. تعداد فشنگ‌های مسلسل هم‌محور ۱۲٫۷ م‌م ۸۰۰ فشنگ و مسلسل دفاع هوایی ۷٫۶۲ دو هزار گلوله است. موتور کوچک هشت سیلندر لکلر بهره‌وری قابل توجهی در مصرف سوخت دارد و دمای نسبتاً پایین دود خروجی از اگزوز تانک که کمتر از ۴۰۰ درجه سانتی‌گراد است به کاهش آشکارگی مادون قرمز آن کمک می‌کند. این تانک به یک سیستم هشدار در صورت افتادن پرتوی لیزر بر روی تانک هم مجهز است. به‌طور کلی لکلر از سیستم‌های الکترونیکی پیشرفته و متنوعی برخوردار است و گزارش شده که حدود ۵۰ درصد هزینه ساخت این تانک فقط به سیستم‌های الکترونیکی آن مربوط است. لکلر بدون هیچ آمادگی می‌تواند از آب‌هایی به عمق ۱٫۷ متر و با استفاده از تجهیزات رانندگی زیر آبی از آبهایی به عمق ۴ متر بگذرد. این تانک به تجهیزات تصفیه هوا، تهویه و آتش‌نشانی اتوماتیک هم مجهز شده‌است.
سیستم کنترل آتش لکلر به توپچی یا فرمانده آن توانایی درگیری با ۶ هدف مختلف را تنها در ۳۰ ثانیه می‌دهد. فرمانده تانک هشت پریسکوپ و دید سراسرنما با پایداری در حال حرکت اچ‌ال-۷۰ را در در اختیار دارد. اچ‌ال-۷۰ به مسافت‌یاب لیزری، کانال انتخابی دید روزانه و اینتنسیفایر تصویری نسل دوم مجهز است. سیستم دید تانک می‌تواند اهدافی تا ۴ کیلومتر را شناسایی کرده و تا ۲٫۵ کیلومتر فاصله را تشخیص هویت دهد. توپچی تانک هم به یک دوربین اصلی با دید گرمایی، سه پریسکوپ و یک صفحه نمایشگر در اختیار دارد. راننده هم سه پریسکوپ در اختیار دارد که پریسکوپ مرکزی دوربین اوبی-۶۰ ساخت شرکت تالس (تامسون سی‌اس‌اف سابق) با کانال‌های دید شبانه و روزانه است. لکلر از موتور دیزلی هشت سیلندر SACM با قدرت ۱۵۰۰ اسب بخار (۱۱۱۸ کیلووات) در ۲۵۰۰ دور در دقیقه استفاده می‌کند. یک سیستم مدیریت الکترونیکی موتور هم توسط شرکت Safran برای آن طراحی شده‌است. دنده اتوماتیک SESM ESM 500 لکلر هم از یک واحد دنده هیدرواستاتیک، پنج دنده جلو و دو دنده عقب برخوردار است. یک توربین گاز فشار قوی Suralmo-Hyperbar بر روی موتور نصب شده‌است. این موتور می‌تواند تانک را به سرعت بیش از ۷۰ کیلومتر در جاده و ۵۰ کیلومتر در خارج از جاده برساند.
حداکثر سرعت این تانک در جاده ۷۲ کیلومتر در ساعت و در حالت دنده عقب ۳۸ کیلومتر بر ساعت است. این تانک قادر است از خاکریزهایی به عمق سه متر و پله‌هایی به ارتفاع ۱٫۱ متر بگذرد. سرعت چرخش برجک تانک هم ۱۲ ثانیه برای یک دور کامل ۳۶۰ درجه است. طول بدنه تانک بدون لوله توپ ۶٫۸۸ متر و با لوله توپ ۹٫۸۷ متر است. ارتفاع آن تا سقف برجک ۲٫۵۳ متر و عرض آن با دامن محافظ زرهی ۳٫۴۳ متر است. باک سوخت لکلر ۱۳۰۰ لیتر گنجایش دارد و تانک قادر است با سوخت کامل حدود ۵۵۰ کیلومتر حرکت کند. نصب مخزن‌های خارجی ۴۰۰ لیتری هم برای افزایش برد عملیاتی تانک امکان‌پذیر است. وزن تانک لکلر در سری ۱ که ۱۳۲ دستگاه از آن از سال ۱۹۹۲ تا ۹۶ تولید شد معادل ۵۴٫۵ تن است که در سری ۲ که ۱۷۸ دستگاه از آن بین سال‌های ۱۹۹۷ تا ۲۰۰۳ ساخته شد به ۵۶٫۳ تن و در سری ۳ که ۹۶ دستگاه از آن در سال‌های ۲۰۰۴ تا ۲۰۰۸ تولید شد به ۵۷٫۶ تن افزایش یافته‌است.

## لکلر امارات
لکلر گرمسیری مدل مورد استفاده نیروی زمینی ارتش امارات متحده عربی است. این مدل از تانک لکلر برای محیط گرمسیری و بیابانی بهینه‌سازی شده‌است. در لکلر گرمسیری از یک واحد انتقال قدرت جدید استفاده شده و بدنه کمی به سوی عقب کشیده شده تا جا برای این موتور جدید و مخزن سوخت بزرگتر باز شود. موتور لکلرهای اماراتی موتور دیزلی ۱۲ سیلندر ام‌تی‌یو ۸۸۳ با قدرت ۱۵۰۰ اسب بخار به همراه دنده اتوماتیک Renk HSWL295 TM است.
موتورهای ساخت شرکت آلمانی ام‌تی‌یو از موفق‌ترین موتورهای تانک به‌شمار می‌روند که علاوه بر تانک‌های آلمانی لئوپارد در مدل‌های ارتقا یافته بسیاری از تانک‌های قدیمی غربی نیز به کار رفته‌است. البته این موتور اندازه بزرگتری نسبت به موتور اصلی فرانسوی (۲٫۷۷ متر مربع نسبت به ۱٫۶۴ متر مربع) دارد و به همین جهت طول تانک ۱۵ سانتی‌متر افزایش یافته و به ۷٫۰۳ متر رسیده‌است. تولید لکلرهای گرمسیری که ۵۷ تن وزن دارند از سال ۱۹۹۴ آغاز شد و تا اوایل دهه ۲۰۰۰ در مجموع ۳۸۸ دستگاه تانک اصلی میدان نبرد (ام‌بی‌تی) و ۴۶ دستگاه خودرو زرهپوش بازیابی و تعمیرگر از این مدل برای نیروی زمینی ارتش امارات تولید شد.